# 潘海利根

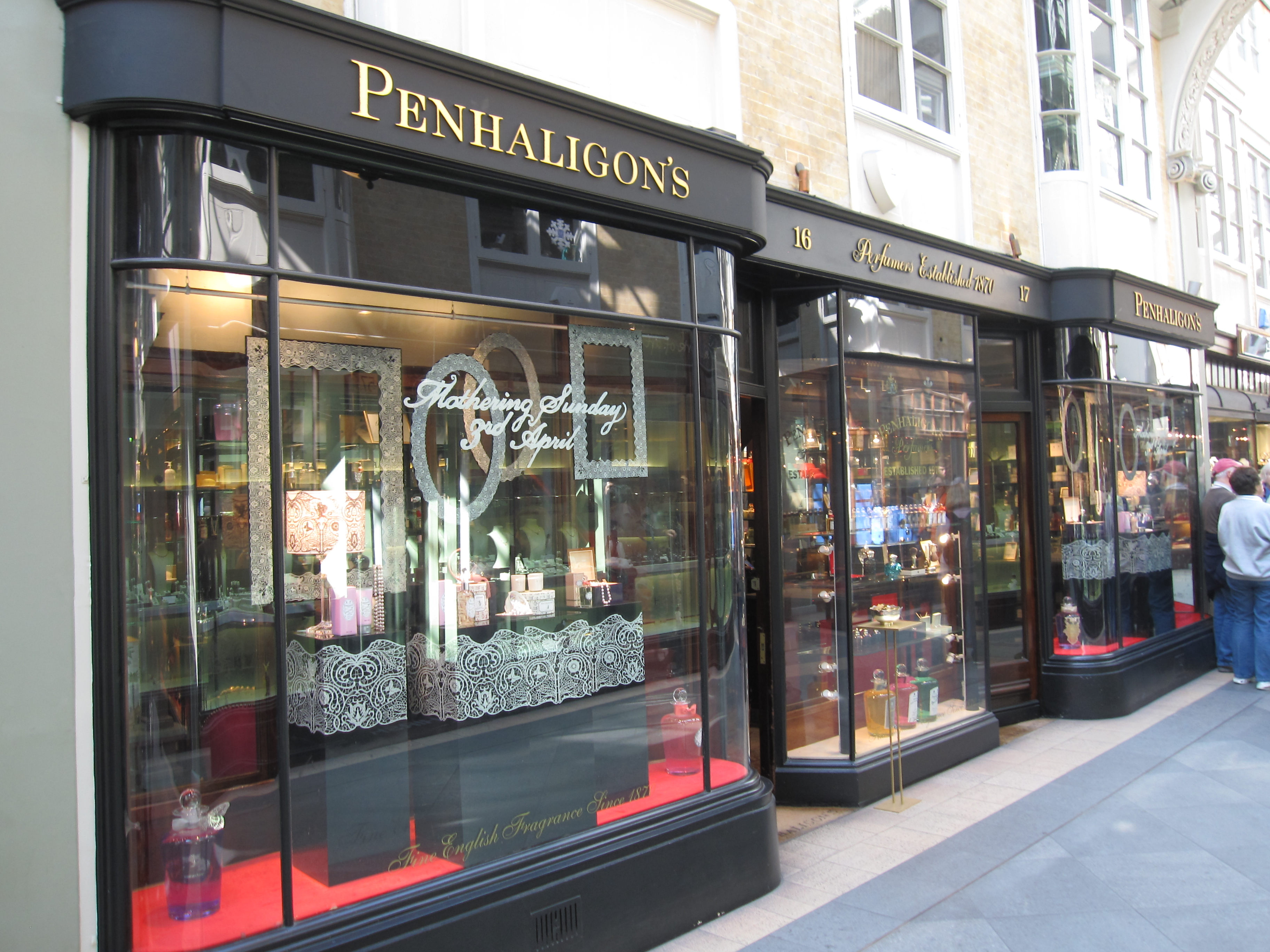
位於倫敦伯靈頓拱廊街的潘海利根店面

潘海利根（英語：Penhaligon's），是一家英國香水品牌，擁有皇家委任認證。潘海利根創立於1860年代後期，創辦人是來自康沃爾的理髮師威廉·亨利·潘海利根，他移居倫敦並成為維多利亞女王的御用理髮師及調香師。

## 歷史
威廉·亨利·潘海利根最初是在傑明街的土耳其浴場擔任理髮師。在當時，大部分的理髮師都會創造自己的產品來銷售給客戶，潘海利根與不例外，他的客人許多是當時的政治家。潘海利根第一家獨立店鋪就開設在傑明街土耳其浴場隔壁。第二家店位於聖詹姆斯街33號，與後面的傑明街店鋪相連。1920年代後期，公司遷至伯里街。原來的建築在1941年的閃電戰中被摧毀，但伯里街的商店則仍保持原樣。伯里街的據點持續營運到1950年代中期，直到潘海利根被傑奥·F·川布爾收購，並改於川布爾位於柯曾街據點的地下室製造，而品牌也逐漸鮮為人知。
潘海利根目前由時裝及香水公司普伊格公司全資持有。截至2016年12月31日止，年度銷售額為1,970萬英鎊，虧損250萬英鎊。

## 營運據點
潘海利根除了位於柯芬園的旗艦店外，倫敦的營運據點還包括伯靈頓拱廊街、金絲雀碼頭、攝政街、梅费尔、國王路、伊斯靈頓、皇家交易所，柯芬園亦開設第二個營業據點。潘海利根也在比斯特購物村設有據點。
在首都倫敦以外，潘海利根亦於格拉斯哥、愛丁堡、劍橋、切斯特，以及海外的巴黎、紐約、舊金山、臺灣、新加坡、香港和澳門等地開設據點。

## 外部連結
- 官方网站